# Бутлер, Давид
Давид Бутлер (нидерл. Dawid Butler; 1635 — 30 мая 1680 года) — голландец, капитан 1-го ранга.

## Биография
Давид Бутлер родился в 1635 году в Амстердаме. Известен в истории русского флота как командир первого русского военного корабля «Орёл», назначенного, по повелению царя Алексея Михайловича, к плаванию по Каспийскому морю и построенного в дворцовом селе Дединово.
Давид Бутлер был кузеном жены голландского купца Йохана ван Сведена, которому было поручено набрать в Голландии команду для корабля, — урождённой Марии Рутс. Мать Бутлера, Агнеса, была сестрой её отца, известного в России купца Давида Рутса.
Бутлер заключил контракт с ван Сведеном в 1668 году и помогал ему с набором команды. В Дединово Бутлер прибыл в мае 1670 года, где принял командование кораблём. «Орёл» прибыл в Астрахань к тому времени, когда там ожидали нападения Стеньки Разина. При самом нападении последнего на город Бутлер оставил судно, решившись бежать в Персию, к чему подговорил и многих из своих подчиненных. Но они, боясь попасть в руки Разина, отплыли на небольшом судне, не дождавшись своего начальника. Бутлер, оставшийся в Астрахани, был взят повстанцами в плен и стал свидетелем того, что происходило в городе после захвата Разиным. Затем ему удалось бежать на лодке в Дагестан, а оттуда добраться до голландского подворья в Исфагане.
Его письма в Голландию об этих событиях напечатаны в немецком издании «Путешествия Стрюйса», бывшего в экипаже корабля «Орел» парусным мастером.
Предполагается, что Давид Бутлер был инициатором появления в России государственного флага, направив царю письмо, в котором спрашивал о флаге для корабля.